# Mariska Venter
Mariska Venter (* 23. April 1996) ist eine südafrikanische Rollstuhltennisspielerin.

## Karriere
Mariska Venter ist seit ihrem achten Lebensjahr durch einen Autounfall von der Hüfte abwärts gelähmt. Dabei kamen ihr Vater und ihr ältester Bruder ums Leben. Seit 2010 spielt sie ITF-Turniere, 2013 wurde sie Erste der Juniorenweltrangliste. Sie konnte mehrere Turniere  niedrigerer Kategorie im Einzel oder Doppel gewinnen.
Venter trat mehrfach beim World Team Cup für Südafrika an, das Team konnte 2019 und 2024 das Halbfinale erreichen.
Sie ist zweimalige Paralympics-Teilnehmerin. 2021 in Tokio verlor sie bereits in der ersten Runde gegen Momoko Ohtani, im Doppel trat sie zusammen mit Kgothatso Montjane an. Die beiden scheiterten im Viertelfinale an den späteren Silbermedaillengewinnerinnen Lucy Shuker und Jordanne Whiley. Die Südafrikanerinnen spielten auch 2024 in Paris zusammen und konnten ihr Auftaktmatch gegen Angélica Bernal und Johana Martínez souverän gewinnen. Vor ihrer Viertelfinalpartie zog sich Kgothatso Montjane allerdings aus persönlichen Gründen aus dem Wettbewerb zurück. Im Einzel traf Venter in der ersten Runde auf die spätere Paralympics-Siegerin Yui Kamiji und verlor glatt in zwei Sätzen.

### Dopingsperre
Eine Urinprobe, die Mariska Venter am 29. Juli während der Belgien Open 2022 abgegeben hatte, wurde positiv auf Sibutramin getestet, welches von der Welt-Anti-Doping-Agentur (WADA) auf der Liste der verbotenen Substanzen geführt wird (Sektion S6, Stimulantien). Venter konnte glaubhaft machen, dass sie die Substanz unwissentlich über Nahrungsergänzungsmittel zu sich genommen hatte, die undeklariert Sibutramin enthielten. Deswegen wurde die übliche zweijährige Sperre durch die International Tennis Integrity Agency auf 12 Monate (14. Dezember 2022 bis zum 13. Dezember 2023) verkürzt.

### Neben dem Sport
Mariska Venter hat Marketing an der University of Pretoria studiert.
Sie arbeitet als Model und Motivationstrainerin.